# Железнодорожный транспорт в Саратовской области
На территории Саратовской области проложено 2326 км железных дорог. Из них большая часть управляется Приволжской железной дорогой и меньшая, на западе области, — Юго-Восточной дорогой.
Пересекающую область с севера на юг реку Волга дорога преодолевает в двух местах: по железнодорожному мосту у Саратова (построен в 1935 году) и по плотине Саратовской ГЭС вблизи города Балаково (движение открыто в 1967 году).
На территории области сохранилась и действует одна узкоколейная железная дорога — Узкоколейная железная дорога Красноармейского керамического завода.

## История
Первой железнодорожной линией на нынешней территории Саратовской области стала линия Тамбов — Саратов, сооружённая обществом Тамбово-Саратовской железной дороги в 1871 году (открытие движения на участке Умёт — Аткарск 14 января 1871 года, на участке Аткарск — Саратов 4 июля 1871 года).

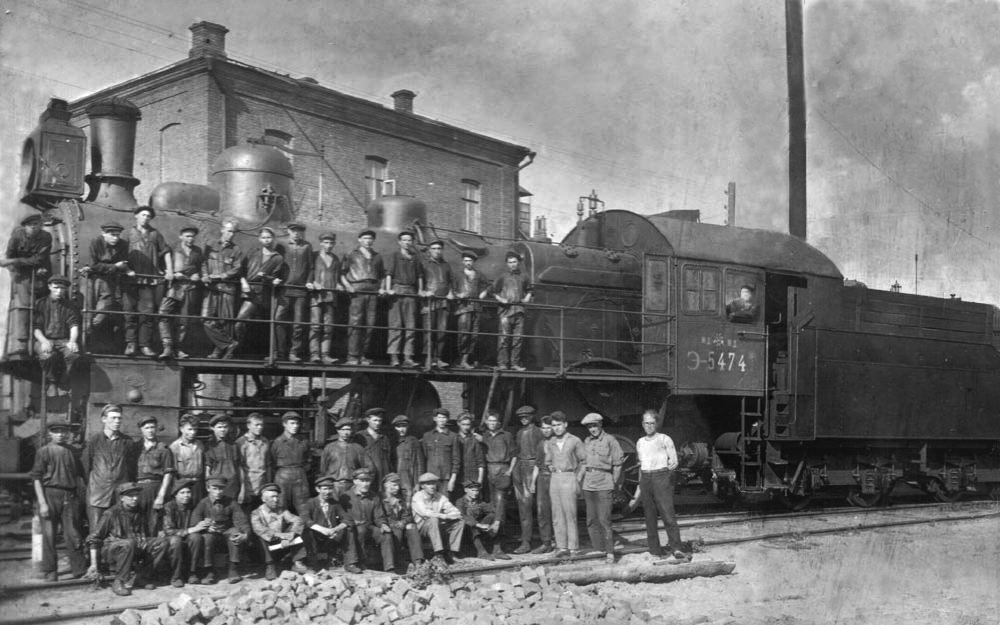
В депо Аткарск, 1932 год

При сооружении этой линии были построены паровозные депо Ртищево, Аткарск, Саратов. Кроме того, в Саратове были выстроены железнодорожные мастерские. Первые паровозы на дорогу поступили с завода Borsig в Германии.
В 1891 году общество Рязанско-Козловской железной дороги выступило с инициативой объединения нескольких железных дорог (Рязано-Козловской, Тамбово-Козловской и Тамбово-Саратовской) под единым началом общества Рязанско-Уральской дороги. Была образована Рязано-Уральская железная дорога.
В 1894 году было открыто движение по заволжской линии дороги от Покровской Слободы до Уральска. Дорога имела метровую колею, для обслуживания этой линии были построены паровозное депо и железнодорожные мастерские в Покровской Слободе (ныне Энгельсский завод транспортного машиностроения), паровозное депо на станции Ершов (локомотивное депо Ершов). Ныне эта линия до станции Озинки включительно относится к Приволжской железной дороге и находится на территории Саратовской области.
В том же 1894 году Рязано-Уральской железной дорогой была закончена постройка линии Тамбов — Камышин. 14 сентября 1894 года паровозные бригады депо Балашов впервые провели поезд по только что открывшейся линии Тамбов — Камышин. Участок этой линии от станции Романовка до станции Три Острова (посёлок Самойловка) находится на территории Саратовской области.
Железнодорожного моста через Волгу не существовало, и два года Заволжские линии были изолированы от линии Саратов — Тамбов. Однако уже в 1896 году была организована паромная переправа через Волгу. Флотилия Рязано-Уральской железной дороги имела в своём составе «Саратовский ледокол» и два парома, на которых осуществлялась переправка вагонов.